# Левассор, Пьер Тома
Пьер Тома Левассор (фр. Pierre-Thomas Levassor, известный как Левассор (25 января  1808, Фонтенбло — 1 января 1870, Париж) — французский актёр и певец.

## Биография

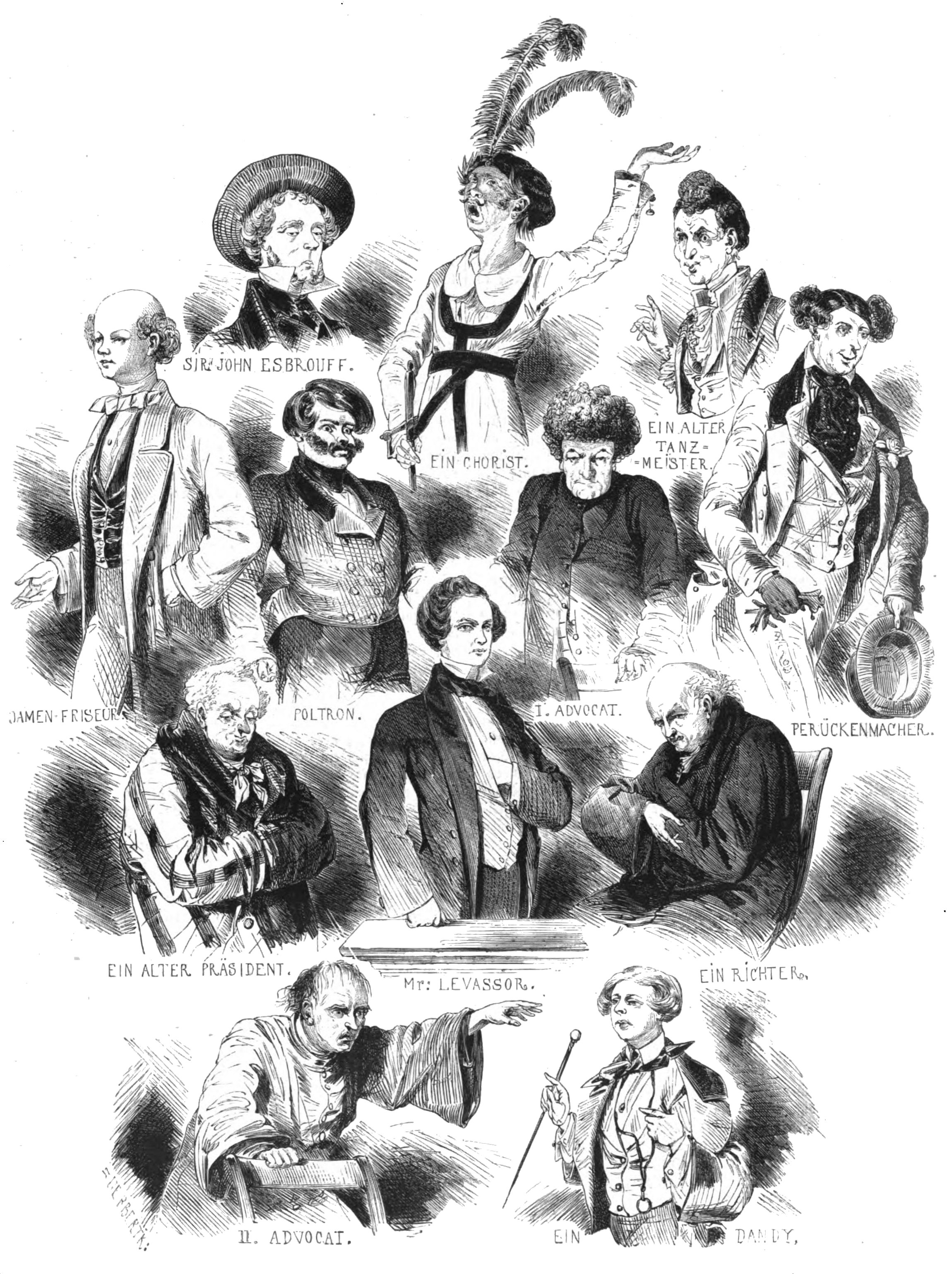
Роли Пьера Тома Левассора

Играть на сцене начал как любитель. В 1830 году дебютировал в парижском театре «Нувоте» (Париж). В 1832—1839 и 1843—1852 годах выступал в театре «Пале-Рояль», в 1840—1843 годах — в театре «Варьете». Много гастролировал по Франции и за границей.
Блестящий пародист, исполнитель комических песенок-куплетов, Левассор был виртуозным мастером трансформации. Триумфальный успех имел в водевиле «Солдатская игра» Дюмануара и Араго (1843, «Пале-Рояль»), где одновременно играл старика-инвалида, его сына — сержанта-балагура и внука — наивного новобранца. В водевиле «Универсальный комедиант» («Troubadour omnibus») Лангле и Дюпати (1844) Левассор, мгновенно перевоплощаясь, играл 10 ролей, в водевиле «Любовь, схваченная за волосы» д’Онкера (1852) — 7 ролей.
Многие его песенки получили широкую популярность во Франции.
Похоронен на кладбище Монмартр.